# オリンピックの野球競技・メダリスト一覧
オリンピックの野球競技・メダリスト一覧（List of Olympic medalists in baseball）は、1992年から2020年までのオリンピックの野球競技におけるメダリストの一覧である。野球は過去に夏季オリンピックで実施されていたオリンピック競技である。正式種目として採用される前は公開競技の中で野球競技は最も実施回数が多く、7つの大会（1912年ストックホルム・1936年ベルリン・1952年ヘルシンキ・1956年メルボルン・1964年東京・1984年ロサンゼルス・1988年ソウル）で実施されていた。最初の5大会は1試合限りで決定する方式を特色としており、その後の1984年と1988年の大会はトーナメント方式で実施された。国際オリンピック委員会（IOC）は1986年10月13日に1992年バルセロナオリンピックから野球を夏季オリンピックの正式種目として採用する事を決定した。IOCがオリンピック競技の名簿から除外するまで、1992年から2008年までの5大会（1992年バルセロナ・1996年アトランタ・2000年シドニー・2004年アテネ・2008年北京）で正式種目として実施された。

## 概要
1992年バルセロナオリンピックの野球競技では、初めてオリンピックの野球競技に出場したキューバチームが9戦全勝で金メダルを獲得した。キューバはこの大会までに12の世界選手権で優勝しており、1986年以降の国際大会では62勝1敗という驚異的な成績を残していた。しかし、1984年のロサンゼルス大会と1988年のソウル大会では社会主義陣営の一員として、政治上の問題から大会への参加をボイコットしていた。
1996年アトランタオリンピックの野球競技では、大会開会式の僅か10日前にエース投手のローランド・アローホが亡命したにもかかわらず、キューバが前大会に続いて9戦全勝で金メダルを獲得した。また、アメリカ合衆国チームは本国開催のこの大会で初めてのメダル（銅メダル）を獲得した。
2000年シドニーオリンピックの野球競技では、初めてプロ野球選手の出場が可能となったが、MLBはチームの40人枠に含まれる選手の派遣を拒否した。アメリカ合衆国はマイナーリーグに所属する選手のみで代表チームを編成して決勝戦でキューバと対戦し、4-0で勝利して金メダルを獲得した。キューバは予選ラウンドでもオランダチームに敗戦しており、この大会で2度の敗戦を喫した。
2004年のアテネオリンピックの野球競技では、前大会で金メダルを獲得したアメリカ合衆国チームと銅メダルを獲得した韓国チームが共に大陸予選で消え、7位だったオーストラリアが銀メダルを獲得するという番狂わせが起きた。キューバはこの大会で金メダルを奪還した。
2005年に入ると、国際オリンピック委員会（IOC）はゴルフ、7人制ラグビー、空手など新たに追加する競技の調査を開始した。2005年7月7日の第117次IOC総会における投票結果により、野球競技とソフトボール競技が2012年のロンドン大会から除外される事が決定した。夏季オリンピックの正式種目が除外されるのは1936年のベルリン大会を最後に除外されたポロ競技以来である。野球が除外された理由として、MLBの労働協約で定められているドーピング検査規定が世界アンチ・ドーピング機関（WADA）の規定より緩い、野球場の建設費用が高額、MLBの非協力的な態度（NBAはバルセロナ大会以降の各大会に数多くの一流選手を派遣し、特に最初のバルセロナ大会のチームは「ドリームチーム」と公式に呼ばれた。NHLは1998年の長野大会と2002年のソルトレイクシティ大会に選手を派遣するためにシーズンを中断した）などが挙げられた。
最後の野球競技の開催となった2008年北京オリンピックの野球競技では、韓国が金メダルを獲得し、キューバは銀メダルを獲得した。キューバ代表は出場した5大会全てで金か銀のどちらかのメダルを必ず獲得しており、オリンピック野球で最も優秀な成績を残したチームである。
2009年に2016年大会（リオデジャネイロオリンピック）の未定の2種目の枠を巡り、ソフトボール、7人制ラグビー、ゴルフ、空手、ローラースポーツ、スカッシュと争った。同年10月9日の第121次IOC総会における投票結果により、2016年に追加される2競技は7人制ラグビーとゴルフに決定した。
2013年に2020年大会（東京オリンピック）の未定の1種目の枠を巡り、ソフトボールと共同戦線を組んでレスリング、スカッシュと争った。同年9月8日の第125次IOC総会における投票結果により、2020年に追加される1競技はレスリングに決定し、またしても復活の機会を逃した。

## メダル受賞者一覧

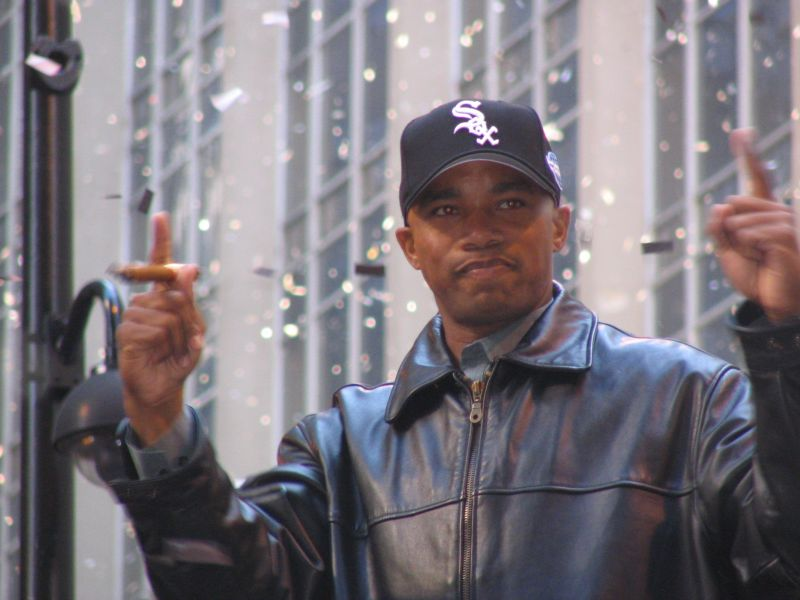
キューバ代表のオーランド・ヘルナンデスは、1992年バルセロナオリンピックの野球競技で金メダルを獲得。同国代表チームがオリンピック野球競技に出場したのはこれが初めてだった。

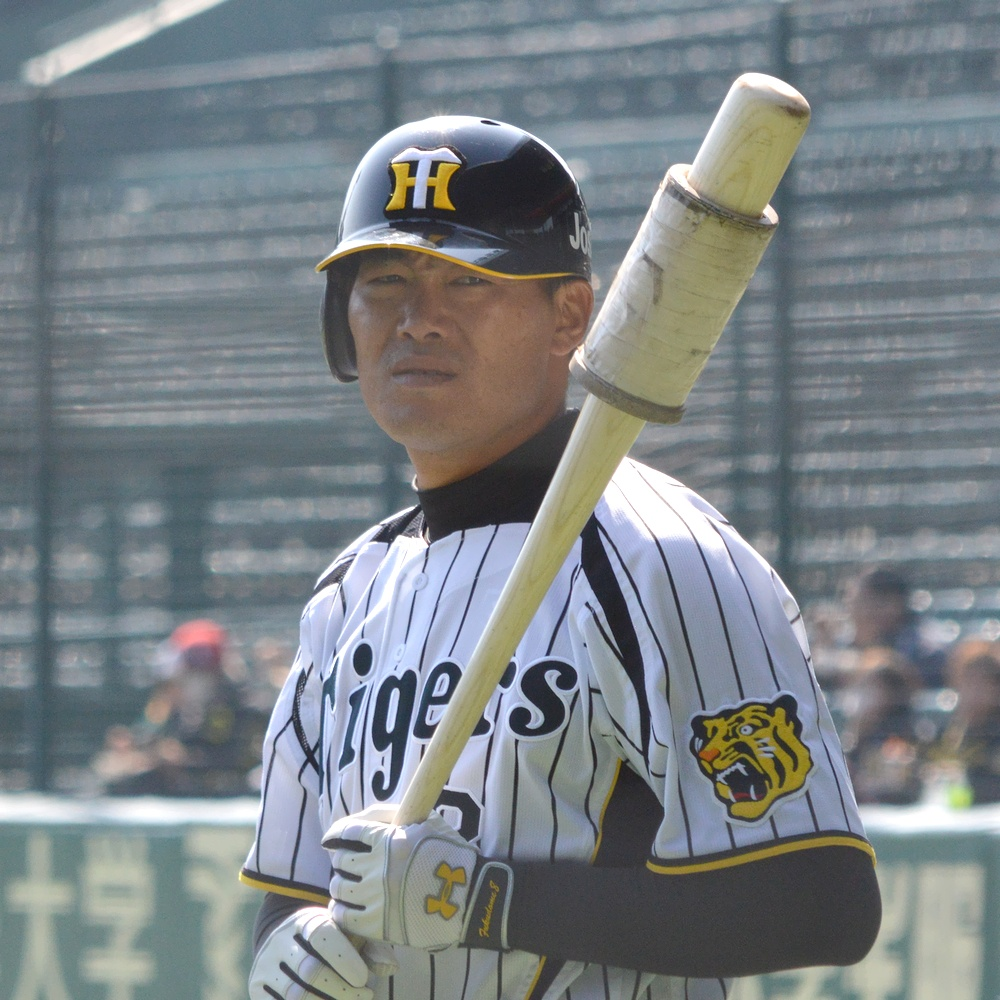
日本代表の福留孝介は、に銀メダル、に銅メダルを獲得。キューバの選手以外で複数のメダルを獲得した7人の選手のうちの1人である。

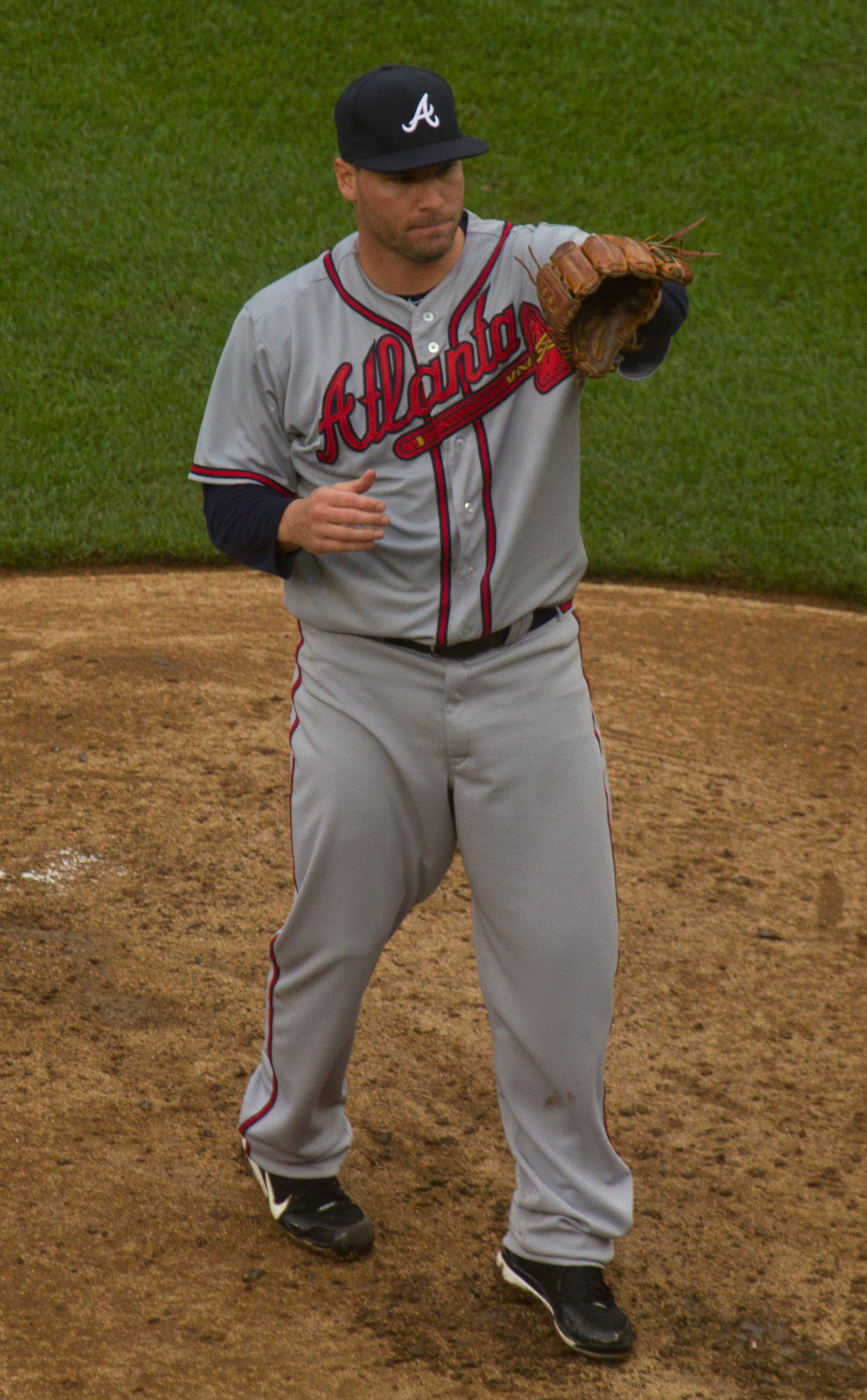
アメリカ合衆国代表のベン・シーツは、2000年シドニーオリンピックの野球競技で金メダルを獲得。決勝戦の対キューバ戦では完封勝利を挙げた。

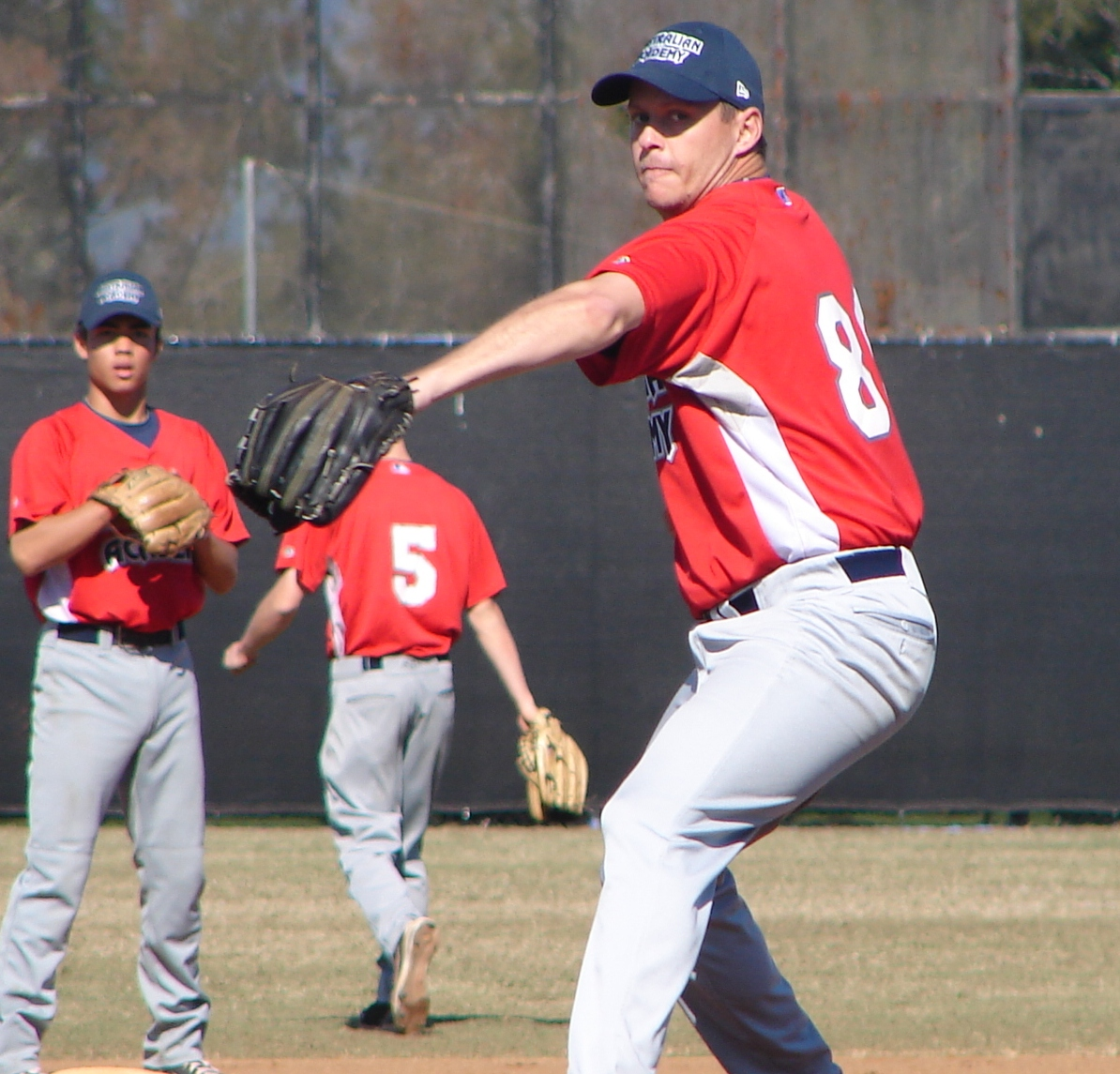
オーストラリア代表のクリス・オクスプリングは、2004年アテネオリンピックの野球競技で銀メダルを獲得。エースとして2試合14.2回を投げ、無失点に抑えた。

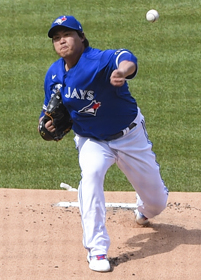
韓国代表の柳賢振は、2008年北京オリンピックの野球競技で金メダルを獲得。2試合17.1回を投げて失点2のみで、2勝0敗・防御率1.04の好成績を残した。

選手名の横の数字は背番号
| 大会名          | 金 | 銀 | 銅 |
| --------------- | --- | --- | --- |
| 1992 バルセロナ | キューバ1 ルイス・ウラシア 2 アルベルト・エルナンデス 7 ラサロ・バルガス 10 オマール・リナレス 11 ヘルマン・メサ 12 フアン・パディーヤ 20 ルルデス・グリエル 24 ホセ・エストラーダ 25 オズワルド・フェルナンデス 26 オーランド・ヘルナンデス 28 ヒオルヘ・ディアス 31 オマール・アヘテ 32 ビクトル・メサ 38 ホルヘ・バルデス 41 ホセ・デルガド 44 ローランド・アローホ 46 オレステス・キンデラン 47 アントニオ・パチェコ 51 フアン・ペレス 55 エルミデリオ・ウルティア | チャイニーズタイペイ1 林朝煌 2 林琨瀚 5 王光熙 6 陳威成 7 黄文博 8 呉思賢 10 張耀騰 13 廖敏雄 16 羅国璋 17 黄忠義 18 羅振栄 20 陳執信 21 江泰権 22 白昆弘 25 郭李建夫 27 古国謙 36 蔡明宏 37 張正憲 45 張文宗 46 鍾宇政 | 日本1 大島公一 3 若林重喜 4 西正文 5 徳永耕治 6 十河章浩 7 小島啓民 8 小久保裕紀 9 坂口裕之 10 高見泰範 12 佐藤康弘 14 杉山賢人 15 渡部勝美 16 西山一宇 17 小桧山雅仁 18 伊藤智仁 19 杉浦正則 23 三輪隆 25 佐藤真一 26 中本浩 28 川畑伸一郎 |
| 1996 アトランタ | キューバ1 ルイス・ウラシア 2 アルベルト・エルナンデス 4 エドゥアルド・パレ 10 オマール・リナレス 11 レイ・イサーク 12 フアン・パディーヤ 18 ミゲル・カルデス 19 オルマリ・ロメロ 20 ラサロ・バルガス 23 オマール・ルイス 24 ホセ・エストラーダ 25 アントニオ・エスクル 31 オマール・アヘテ 33 ペドロ・ラソ 38 エリーセル・モンテス 45 フアン・マンリケ 46 オレステス・キンデラン 47 アントニオ・パチェコ 52 ホセ・コントレラス 69 ホルヘ・フメロ | 日本1 福留孝介 2 野島正弘 3 松中信彦 4 今岡誠 6 桑元孝雄 7 井口忠仁 8 西郷泰之 9 大久保秀昭 10 中村大伸 11 三澤興一 12 森中聖雄 14 木村重太郎 15 川村丈夫 16 小野仁 18 森昌彦 19 杉浦正則 21 黒須隆 24 高林孝行 25 佐藤友昭 27 谷佳知 | アメリカ合衆国1 R・A・ディッキー 4 ウォーレン・モリス 5 オーギー・オヘーダ 7 マーク・コッツェイ 8 ジェイソン・ウィリアムズ 9 チャド・アレン 10 チャド・グリーン 13 キップ・ハークライダー 14 ブレイデン・ルーパー 16 トラビス・リー 17 A・J・ヒンチ 19 ジャック・ジョーンズ 21 ブライアン・ロイド 25 トロイ・グロース 29 セス・グライシンガー 33 マット・リークロイ 34 クリス・ベンソン 42 ジム・パーク 51 ジェフ・ウィーバー 55 ビリー・コッチ |
| 2000 シドニー   | アメリカ合衆国5 ブレント・アバーナシー 7 トラビス・ドーキンズ 8 アダム・エバレット 10 ショーン・バロウズ 12 ブラッド・ウィルカーソン 14 パット・ボーダーズ 15 マーカス・ジェンセン 16 ダグ・ミントケイビッチ 17 マイク・ニール 18 マイク・キンケード 19 アーニー・ヤング 20 カート・エインズワース 22 ジョン・コットン 23 ジョン・ラウシュ 25 ロイ・オズワルト 26 アンソニー・サンダース 27 ボビー・シーエイ 28 ベン・シーツ 29 トッド・ウィリアムズ 30 ティム・ヤング 31 ライアン・フランクリン 32 クリス・ジョージ 33 リック・クリブダ 36 シェーン・ヘムス | キューバ1 ルイス・ウラシア 2 ダネル・カストロ 5 ヤセール・ゴメス 6 アントニオ・パチェコ 10 オマール・リナレス 11 ヘルマン・メサ 13 アリエル・ペスタノ 17 ハビエル・メンデス 18 ミゲル・カルデス 20 ノルヘ・ベラ 21 ラサロ・バジェ 24 ヨバル・ドゥエニャス 25 アントニオ・エスクル 31 オマール・アヘテ 33 ガブリエル・ピエレ 36 ホセ・イバール 37 ヨバニ・アラゴン 38 オスカル・マシアス 40 ローランド・メリーニョ 44 マエルス・ロドリゲス 45 フアン・マンリケ 46 オレステス・キンデラン 52 ホセ・コントレラス 99 ペドロ・ラソ                                                                           | 韓国1 張盛好（チャン・ソンホ） 5 金翰秀（キム・ハンス） 6 金泰均（キム・テギュン） 7 朴鎮萬（パク・チンマン） 8 鄭守根（チョン・スグン） 9 李炳圭（イ・ビョンギュ） 10 李承浩（イ・スンホ） 11 金杞泰（キム・キテ） 15 具臺晟 （ク・デソン） 18 金東柱（キム・ドンジュ） 19 鄭大炫（チョン･デヒョン） 20 鄭珉台（チョン・ミンテ） 21 宋津宇（ソン・ジヌ） 22 洪性炘（ホン・ソンフン） 26 朴勍完（パク・ギョンワン） 30 金守経（キム・スギョン） 31 朴鍾晧（パク・ジョンホ） 35 陳弼重（チン・ピルチュン） 36 李承燁（イ・スンヨプ） 39 林昌勇（イム・チャンヨン） 54 林仙東（イム・ソンドン） 59 朴石鎮（パク・ソクチン） 61 孫敏漢（ソン・ミンハン） 62 朴栽弘（パク・ジェホン） |
| 2004 アテネ     | キューバ2 エドゥアルド・パレ 8 アリエル・ペスタノ 10 ユリエスキ・グリエル 12 ミチェル・エンリケス 14 ヨアンドリ・ウルヘジェス 15 ダニー・ベタンコート 16 アディエル・パルマ 20 ノルヘ・ベラ 21 アレクセイ・ラミレス 23 ビショアンドリ・オデリン 24 フレデリク・セペダ 25 アントニオ・エスクル 26 ルイス・ボロト 28 フランク・モンティエ 31 ヨレルビス・チャルレス 32 ノルベルト・ゴンサレス 46 オスマニー・ウルティア 55 エリエル・サンチェス 56 カルロス・タバレス 58 ホンデル・マルティネス 61 ロヘル・マチャド 74 ダニー・ミランダ 91 マヌエル・ベガ 99 ペドロ・ラソ | オーストラリア3 ジェフ・ウィリアムス 4 ギャビン・フィングルソン 5 ブレット・タンブリーノ 6 ロドニー・バン・ブイゼン 7 アンディ・アティング 8 トレント・オルテン 10 ニック・キンプトン 11 ライアン・ローランドスミス 14 デーブ・ニルソン 16 ベン・ウィグモア 17 ブレット・ロンバーグ 18 グレン・ウィリアムス 19 リッチ・トンプソン 20 ウェイン・オウ 22 ブレンダン・キングマン 23 ポール・ゴンザレス 25 トーマス・ブライス 26 クレイグ・ルイス 27 グレアム・ロイド 28 ジョン・スティーブンス 31 クレイグ・アンダーソン 35 クリス・オクスプリング 39 フィル・ストックマン 40 エイドリアン・バーンサイド   | 日本1 福留孝介 2 小笠原道大 5 中村紀洋 6 宮本慎也 8 金子誠 9 城島健司 10 谷佳知 11 清水直行 13 岩瀬仁紀 15 黒田博樹 16 安藤優也 17 三浦大輔 18 松坂大輔 19 上原浩治 20 岩隈久志 21 和田毅 23 村松有人 24 高橋由伸 25 藤本敦士 27 木村拓也 30 小林雅英 55 和田一浩 59 相川亮二 61 石井弘寿 |
| 2008 北京       | 韓国3 高永民（コ・ヨンミン） 7 朴鎮萬（パク・チンマン） 8 鄭根宇（チョン・グヌ） 10 李大浩（イ・デホ） 11 吳昇桓（オ・スンファン） 13 張洹三（チャン・ウォンサム） 14 金敏宰（キム・ミンジェ） 15 李容圭（イ・ヨンギュ） 17 金廣鉉（キム・グァンヒョン） 18 金東柱（キム・ドンジュ） 20 陳甲龍（チン・カブヨン） 21 鄭大炫（チョン・デヒョン） 22 韓基周（ハン・ギジュ） 23 柳賢振（リュ・ヒョンジン） 25 李承燁（イ・スンヨプ） 28 尹錫珉（ユン・ソンミン） 29 李宅根（イ・テックン） 35 李晋暎（イ・ジニョン） 37 姜珉鎬（カン・ミンホ） 39 李鍾旭（イ・ジョンウク） 47 權奕（クォン・ヒョク） 50 金賢洙（キム・ヒョンス） 51 奉重根（ポン・ジュングン） 91 宋勝準（ソン・スンジュン） | キューバ1 ヒオルビス・ドゥベルヘル 2 エドゥアルド・パレ 3 ルイス・ナバス 5 エリエル・サンチェス 8 アリエル・ペスタノ 10 ユリエスキ・グリエル 12 ミチェル・エンリケス 14 ヨアンドリ・ウルヘジェス 16 アディエル・パルマ 20 ノルヘ・ベラ 23 ビショアンドリ・オデリン 24 フレデリク・セペダ 28 エクトル・オリベラ 32 ノルベルト・ゴンサレス 40 ローランド・メリーニョ 42 ミゲル・ラエラ 45 ホンデル・マルティネス 54 アルフレド・デスパイネ 55 アレクサンデル・マジェタ 62 ヤディエル・ペドロソ 64 エリエル・サンチェス 74 ルイス・ロドリゲス 88 アレクセイ・ベル 99 ペドロ・ラソ                          | アメリカ合衆国2 ジェイソン・ドナルド 3 ジェイソン・ニックス 6 ルー・マーソン 7 ジョン・ゴール 10 マイク・ヘスマン 14 ネイト・シャーホルツ 15 ブランドン・ナイト 17 マシュー・ブラウン 18 ブライアン・バーデン 19 テイラー・ティーガーデン 21 マイク・コプラブ 24 デクスター・ファウラー 26 テリー・ティフィー 29 スティーブン・ストラスバーグ 30 トレバー・ケーヒル 34 ジェイク・アリエータ 35 ケイシー・ウェザース 37 ジェフ・スティーブンス 39 ケビン・ジェプセン 40 ブレット・アンダーソン 44 マット・ラポータ 45 ブライアン・ダンシング 47 ジェレミー・カミングス 49 ブレイン・ニール                                                                                         |
| 2020 東京       | 日本1 山田哲人 2 源田壮亮 3 浅村栄斗 4 菊池涼介 6 坂本勇人 7 梅野隆太郎 8 近藤健介 9 柳田悠岐 10 甲斐拓也 12 青柳晃洋 13 岩崎優 15 森下暢仁 16 伊藤大海 17 山本由伸 18 田中将大 19 山﨑康晃 20 栗林良吏 21 千賀滉大 22 大野雄大 31 栗原陵矢 34 吉田正尚 51 鈴木誠也 55 村上宗隆 61 平良海馬 | アメリカ合衆国2 エディ・アルバレス 5 エリック・フィリア 7 ジャック・ロペス 8 マーク・コロスバリ 10 ニック・アレン 12 ジェイミー・ウェストブルック 14 ニック・マルティネス 15 スコット・カズミアー 16 パトリック・キブレハン 23 タイラー・オースティン 24 バッバ・スターリング 25 トッド・フレイジャー 26 トリストン・カサス 28 ライダー・ライアン 30 デビット・ロバートソン 31 アンソニー・ゴース 32 ブランドン・ディクソン 33 エドウィン・ジャクソン 34 ティム・フェデロビッチ 35 シェーン・バズ 39 スコット・マクガフ 40 ジョー・ライアン 44 シメオン・ウッズ・リチャードソン 48 アンソニー・カーター | ドミニカ共和国2 グスタボ・ヌニェス 3 ジェフリ・ペレス 6 エリック・メヒア 7 チャルリエ・バレリオ 10 ヘイソン・グスマン 14 メルキー・カブレラ 15 クリストファー・メルセデス 16 ロルダニ・バルドウィン 18 フリオ・ロドリゲス 19 ホセ・バウティスタ 23 ラモン・ロッソ 28 フニオル・ガルシア 31 ルイス・カスティージョ 33 ハイロ・アセンシオ 34 フアン・フランシスコ 36 ホアン・ミエセス 37 ヤン・マリーネス 38 エンジェル・サンチェス 39 ダリオ・アルバレス 41 デニー・レイエス 56 ラウル・バルデス 64 エミリオ・ボニファシオ 70 ホセ・ディアス 79 ガブリエル・アリアス |

## 複数回メダル獲得者
キューバのペドロ・ラソ投手は1996年から2008年までの4大会で金メダルと銀メダルを2つずつ獲得した。9人のキューバの選手が計3つのメダルを獲得しているが、他の国の選手は一人もこの偉業を達成していない。計2つのメダルを獲得した25人の選手のうち、18人がキューバ、4人が韓国、3人が日本の選手である。
| 選手                     | 国       | 計 | 金 | 銀 | 銅 |
| ------------------------ | -------- | -- | -- | -- | -- |
| ペドロ・ラソ             | キューバ | 4  | 2  | 2  | 0  |
| オマール・アヘテ         | キューバ | 3  | 2  | 1  | 0  |
| ルイス・ウラシア         | キューバ | 3  | 2  | 1  | 0  |
| アントニオ・エスクル     | キューバ | 3  | 2  | 1  | 0  |
| オレステス・キンデラン   | キューバ | 3  | 2  | 1  | 0  |
| アントニオ・パチェコ     | キューバ | 3  | 2  | 1  | 0  |
| エドゥアルド・パレ       | キューバ | 3  | 2  | 1  | 0  |
| オマール・リナレス       | キューバ | 3  | 2  | 1  | 0  |
| アリエル・ペスタノ       | キューバ | 3  | 1  | 2  | 0  |
| ノルヘ・ベラ             | キューバ | 3  | 1  | 2  | 0  |
| ホセ・エストラーダ       | キューバ | 2  | 2  | 0  | 0  |
| アルベルト・エルナンデス | キューバ | 2  | 2  | 0  | 0  |
| フアン・パディーヤ       | キューバ | 2  | 2  | 0  | 0  |
| ラサロ・バルガス         | キューバ | 2  | 2  | 0  | 0  |
| ヨアンドリ・ウルヘジェス | キューバ | 2  | 1  | 1  | 0  |
| ミチェル・エンリケス     | キューバ | 2  | 1  | 1  | 0  |
| ビショアンドリ・オデリン | キューバ | 2  | 1  | 1  | 0  |
| ミゲル・カルデス         | キューバ | 2  | 1  | 1  | 0  |
| ユリエスキ・グリエル     | キューバ | 2  | 1  | 1  | 0  |
| ノルベルト・ゴンサレス   | キューバ | 2  | 1  | 1  | 0  |
| ホセ・コントレラス       | キューバ | 2  | 1  | 1  | 0  |
| エリエル・サンチェス     | キューバ | 2  | 1  | 1  | 0  |
| フレデリク・セペダ       | キューバ | 2  | 1  | 1  | 0  |
| アディエル・パルマ       | キューバ | 2  | 1  | 1  | 0  |
| ホンデル・マルティネス   | キューバ | 2  | 1  | 1  | 0  |
| フアン・マンリケ         | キューバ | 2  | 1  | 1  | 0  |
| ヘルマン・メサ           | キューバ | 2  | 1  | 1  | 0  |
| ローランド・メリーニョ   | キューバ | 2  | 0  | 2  | 0  |
| 李承燁                   | 韓国     | 2  | 1  | 0  | 1  |
| 金東柱                   | 韓国     | 2  | 1  | 0  | 1  |
| 鄭大炫                   | 韓国     | 2  | 1  | 0  | 1  |
| 朴鎮萬                   | 韓国     | 2  | 1  | 0  | 1  |
| 杉浦正則                 | 日本     | 2  | 0  | 1  | 1  |
| 谷佳知                   | 日本     | 2  | 0  | 1  | 1  |
| 福留孝介                 | 日本     | 2  | 0  | 1  | 1  |